# Булюкаяк
Булюкаяк (Болекаяк) — озеро в долине Уила в Атырауской области Казахстана, на территории Индерского района, в 30 км к юго-западу от аула Карабай. Расположено на высоте 17,4 м ниже уровня моря. Площадь 13,5 км². Длина 9,5 км. Летом высыхает. Из озера вытекает одноимённая река. Замерзает с середины ноября по апрель.